# Episodi di SOKO - Misteri tra le montagne (diciannovesima stagione)
La diciannovesima stagione della serie televisiva SOKO - Misteri tra le montagne è stata trasmessa in anteprima in Austria da ORF 1 dal 4 febbraio al 12 maggio 2020.
In Italia la serie va in onda in prima visione su Giallo dal 5 maggio 2023.
| nº | Titolo originale              | Titolo italiano         | Prima TV Austria | Prima TV Italia |
| -- | ----------------------------- | ----------------------- | ---------------- | --------------- |
| 1  | Mein Fleisch und Blut         | Un amore impossibile    | 4 febbraio 2020  | 5 maggio 2023   |
| 2  | Survival Dinner               | Survival Dinner         | 11 febbraio 2020 | 5 maggio 2023   |
| 3  | Gefangen                      | Prigioniera             | 18 febbraio 2020 | 12 maggio 2023  |
| 4  | Der Mann, der vom Himmel fiel | L'uomo caduto dal cielo | 3 marzo 2020     | 12 maggio 2023  |
| 5  | Hahnenkampf                   | Il film                 | 10 marzo 2020    | 19 maggio 2023  |
| 6  | Stalker                       | Stalker                 | 17 marzo 2020    | 19 maggio 2023  |
| 7  | Herztod                       | Uccisa a distanza       | 24 marzo 2020    | 26 maggio 2023  |
| 8  | Abseits                       | Fuorigioco              | 31 marzo 2020    | 26 maggio 2023  |
| 9  | Grünes Feuer                  | Fuoco verde             | 7 aprile 2020    | 2 giugno 2023   |
| 10 | Sie sind unter uns            | Sono tra noi            | 14 aprile 2020   | 2 giugno 2023   |
| 11 | Der längere Atem              | Il lungo respiro        | 21 aprile 2020   | 9 giugno 2023   |
| 12 | Advantage König               | Effetto König           | 5 maggio 2020    | 9 giugno 2023   |
| 13 | Verlassen                     | In partenza             | 12 maggio 2020   | 16 giugno 2023  |